# ميخائيل روبنسون
ميخائيل روبنسون (24 مارس 1967 في أستراليا - ) (بالإنجليزية: Michael Robinson)‏ هو لاعب كريكت أسترالي. لعب مع آي سي تي كومتس ‏.

## وصلات خارجية
- ميخائيل روبنسون على موقع إي آس بي آن كريك إنفو (الإنجليزية)